# سيتا مانوكيان
سيتا مانوكيان(مواليد 1945) هي رسامة لبنانية من أصل أرمني.

## حياتها
ولدت سيتا مانوكيان في بيروت في عام 1945. وولدت والدتها في حلب، وكان والدها من عنتاب. لديها شقيقتان إحداهما نحّاتة والأخرى مصورة. بدأت في الطلاء في سن 13، وشجعها بول غويراغسيان. حظيت بمنحة دراسية سمحت لها بالدراسة في أكاديمية الفنون الجميلة في بيروجيا ومن ثم درست في أكاديمية الفنون الجميلة في روما من 1964 إلى 1970. وكانت المنحة الثانية في أكاديمية للفنون في لندن من عام 1972 إلى 1973. وبعد عودتها إلى بيروت وثقت الحرب الأهلية من خلال صورها لمواطني المدينة. شاركت في معارض جماعية عديدة في لبنان وإيطاليا وألمانيا والعراق وأرمينيا والبرازيل. كما أقامت بعض المعارض المنفردة في بيروت والولايات المتحدة.